# Aka-shita
L'Aka-shita  és un yōkai que apareix en el llibre Gazu Hyakki Yakō de Toriyama Sekien.
L'artista el dibuixa com una bèstia amb urpes i un rostre pelut.
Sol amagar el seu cos al darrere de núvols negres i el dibuixa sobre les reixes d'una entrada.
Dins de la seva boca oberta s'observa una llarga llengua.
Sekien no va deixar constància sobre si aquest yōkai, és una creació seva o va pertànyer a la creença popular. Però tot i això el va relacionar amb el shakuzetsujin, un déu amb una llengua vermella que és el guardià de l'entrada oest de Júpiter.